# レイ・ウォーレイ
レイ・ウォーレイ（Ray Warleigh、1938年9月28日 - 2015年9月21日）は、イギリスを拠点とするアルトサックス奏者およびフルート奏者。
レイ・ウォーレイはオーストラリアのニューサウスウェールズ州シドニー生まれ。1960年にイギリスに移住し、すぐに需要の高いセッション・ミュージシャンとしての地位を確立した。
アレクシス・コーナー、タビー・ヘイズ、ハンフリー・リッテルトン、テリー・スミス、ロニー・スコット、ロング・ジョン・バルドリー、ジョン・メイオール、キーフ・ハートリー、アラン・ホールズワース、ソフト・マシーン、ジョージィ・フェイム、マイク・ウェストブルック、ディック・モリシー、ケニー・ホイーラー、マイク・オールドフィールド、ニック・ドレイク、チャーリー・ワッツなど、イギリスのジャズとブルース・シーンにおける主要人物やバンドと共演し、レコーディングを行った。チャンピオン・ジャック・デュプリーなどのイギリスを訪問したアーティストにも同行した。「ガーディアン」紙のジョン・フォーダムによると、「レイ・ウォーレイは、1960年代以降に演奏したすべてのバンド等にユニークなタッチをもたらし、とりわけ、ダスティ・スプリングフィールド、マリアンヌ・フェイスフル、スコット・ウォーカー、スティーヴィー・ワンダーらとパートナーを組んで30年のキャリアを成功させました」。
ウォーレイのファースト・アルバムは、1968年にスコット・ウォーカーによってプロデュースされた。ウォーレイの生前最後のアルバム『Rue victor massé』（2009年）は、フリー・ジャズのドラマーであるトニー・マーシュとの即興演奏であり、高い評価を得ている。『Jazz Review』誌によると、「デュオの相乗効果と共通の目標が、ここで力強く響き渡っています。ウォーレイの叙情的で華やかなサックスとフルートのラインが特徴で、クリスタルライン・オーディオ・サウンドを伴うコンサートにおいて、ミュージシャンたちは浮かんだ土台の上で筋肉を動かすことになります」。
1973年には、ヴィブラフォン奏者で作曲家のディック・クラウチが率いるラテン・フュージョン・バンドのパス (Paz)に参加した。彼はバンドで8年間、ホランド・パークにあるケンジントン・パブにて毎週日曜日のレジデントを演奏し、『Kandeen Love Song』『Paz Are Back』（Spotlite Records）、『Paz at Chichester』（Magnus Records）、『Look Inside』（Paladin）といったアルバムをレコーディングした。バンドの他のメンバーは、リーダーでヴィブラフォンのディック・クラウチ、ギターのエド・スパイト、キーボードのジェフ・キャッスル、ベースのロン・マシューソン、ドラムのデイヴ・シーン、パーカッションのクリス・フレッチャーであった。
余暇において、ウォーレイは熟練したヨットマンであり、2011年に深刻な病気にかかる以前には、長年の友人であるジリアン・ロス博士と多くの航海を行ってきた。彼は2015年9月21日に癌で亡くなった。

## ディスコグラフィ

### リーダー・アルバム
- 『レイ・ウォーレイとスコット・ウォーカーの世界』 - Ray Warleigh’s First Album (1968年、Phillips)
- Reverie (1977年) ※with ジョン・テイラー、ロン・マシューソン、フランク・ギブソン
- One Way (1978年) ※Tommy Chase-Ray Warleigh Quartet名義
- Rue victor massé (2009年、Psi)[4]

### パス（Paz）
- Paz At Chichester (1978年、Magnus Records)
- Kandeen Love Song (1978年、Spotlite Records)
- Paz Are Back (1982年、Spotlite Records)
- Look Inside (1983年、Coda Records)

### 参加アルバム
テリー・スミス
- Fall Out (1968年)

ソフト・マシーン
- 『ランド・オブ・コケイン』 - Land of Cockayne (1980年)

ローラーコースター
- Wonderin' (1980年)

ケニー・ホイーラー
- Dream Sequence (2003年、Psi) ※1995年-2003年録音